# Kastiatsi Dorsa
I Kastiatsi Dorsa sono una struttura geologica della superficie di Venere.